# Fate (1913)
Fate é um filme mudo norte-americano de 1913 em curta-metragem, do gênero drama, dirigido por D. W. Griffith. O filme foi estrelado por Mae Marsh.